# Devil (película)
Devil (La trampa del mal en España y La reunión del diablo en Hispanoamérica) es una película de terror sobrenatural estadounidense, estrenada en 2010 y basada en una historia de M. Night Shyamalan. Escrita por Brian Nelson y dirigida por John Erick Dowdle, la producción es la primera de Las crónicas de Night, donde los fenómenos sobrenaturales están involucrados en la sociedad urbana moderna. A su vez, la película fue la tercera más taquillera en la semana de estreno: recaudó un total de 12 millones de euros.

## Argumento
La película inicia con un narrador (que luego sería revelado como Ramírez, el guardia de seguridad) relata una historia sobre su infancia, donde su madre le explicaba a él y a sus hermanos las circunstancias que rodean al Diablo vagando por la Tierra, buscando las almas de personas impenitentes para llevarlas al Infierno. Un hombre salta a su muerte desde un rascacielos de Filadelfia, dejando una nota de suicidio sobre la presencia inminente del «Diablo».
Poco después, un ascensor en el mismo rascacielos se queda atascado con cinco personas (sin aparente relación entre sí) dentro: Vince McCormick, un vendedor de colchones; Sarah Caraway, una mujer joven de familia adinerada; Ben Larson, un guardia de seguridad del edificio; Jane Kowsky, la mayor de todos ellos; y por último Tony, ex-marine y ahora mecánico. Mientras intentan arreglar el ascensor, Ramírez logra captar un extraño rostro en el monitor a través de la cámara de seguridad, afirmando ser el Diablo mientras las luces parpadean, pero su compañero Lustig lo duda. Cuando las luces vuelven, Sarah tiene una marca de mordedura en la espalda y Vince tiene sangre en las manos. El detective Bowden, que estaba investigando el suicidio anterior y lidiando con la muerte de su esposa y su hijo en un atropello cinco años antes, es llamado a la escena.
Las luces se apagan de nuevo; cuando vuelven, Vince aparece muerto y el ascensor se convierte en una escena del crimen. El resto comienzan a sospechar unos de otros, mientras que los guardias de seguridad que monitorean a través de la cámara les hablan en una sola dirección a través del altavoz, ya que no pueden escuchar a los pasajeros. Mientras el grupo discute, el reparador cae muerto sobre el ascensor, aterrorizando a los ocupantes. Ramírez intenta sin éxito convencer a los detectives de que esto podría ser «la Reunión del Diablo». Una mujer desconocida intenta ingresar al edificio, pero se lo impiden, y se dirige a la parte trasera.
Bowden y su compañero Markowitz usan la hoja de registro y la cámara del ascensor para identificar al grupo. Se revela que Ben tiene antecedentes por agresión y dejar a alguien en coma, Vince es un estafador piraminal investigado por evasión de impuestos, Sarah es acusada de robar dinero a dos hombres ricos con los que tuvo relación y está por hacerlo con un tercero, Jane fue captada por una de las camáras del edificio tomando la billetera de una mujer. Tony no pudo ser identificado debido a que no firmó y dejó una bolsa en el baño del edificio (él mismo había mencionado que sirvió en Afganistán), lo que lo convierte en el principal sospecho del crimen. Luego de otro cortocircuito, se ve a la mujer mayor colganda del techo. El guardia de seguridad y el ex-marine se pelean, cada uno sospechando que el otro es el asesino. Sarah le dice a Ben que mate Tony antes de que él los mate a ellos y Ben lo termina atacando, pero Bowden regresa a la sala de control a detener la pelea. Lustig va al sótano para apagar la energía donde los bomberos están perforando la pared, donde observa un cable en cortocircuito en un charco en el suelo y al intentar moverlo, termina electrocutándose.
Después de enterarse de que el marido de Sarah es el dueño de la empresa de seguridad del edificio, Bowden y Markowitz sospechan que el sujeto contrató a Ben para asesinarla y que él había matado a los otros pasajeros para encubrirlo. Sin embargo, el corte de luz posterior termina con el cuello de Ben roto, descartando esa sospecha. Quedan vivos Tony y Sarah, y ambos sospechan el uno del otro con vidrios en mano; las luces se apagan de nuevo y la garganta de Sarah es cortada.
La mujer desconocida que había aparecido antes es llevada a la sala de control. Ella les dice que Tony es su prometido y revela a los detectives que su apellido es Janekowski. Los detectives se dan cuenta de que él firmó después de todo, y que «Jane Kowski» -la presunta identidad de la anciana- no era real, ya que el Diablo se manifiesta en la forma de ella. Cuando Tony dice que merece ser castigado por sus acciones del pasado, el Diablo le grita haciendo que el ascensor caiga varios pisos y se detenga de repente. Tony agarra una radio para confesar que hace varios años mató accidentamente a una familia mientras conducía en estado de ebriedad; incapaz de reclamar el alma de Tony debido a la admisión, el Diablo desaparece y Bowden puede entrar en el ascensor para tomar al ex-marine bajo custodia.
Mientras se dirigen al lugar, Bowden le revela a Tony que, efectivamente, su familia fue la que murió en ese accidente. Ante la sorpresa de Tony, el detective lo perdona por ello. Después, Ramírez concluye la película diciendo que su madre lo consolaría a él y a sus hermanos después de su aterradora historia, diciéndoles que no se preocuparan, porque «si el Diablo es real, entonces Dios también lo es».

## Reparto
- Chris Messina como el Detective Bowden
- Logan Marshall-Green como Tony Janekowski
- Jenny O'Hara como Jane Kowski
- Bojana Novakovic como Sarah Caraway
- Bokeem Woodbine como Ben Larson
- Geoffrey Arend como Vince McCormick
- Jacob Vargas como Ramírez
- Matt Craven como Lustig
- Joshua Peace como el Detective Markowitz
- Joe Cobden como Dwight
- Caroline Dhavernas como Elsa Nahai

## Producción
En octubre de 2008, Shyamalan anunció que había firmado un acuerdo con Media Rights Capital para que La trampa del mal sea dirigida por los hermanos Dowdle y escrita por Brian Nelson. El rodaje empezó un año después en Toronto, el 26 de octubre. Algunas escenas se rodaron en Los Ángeles y Filadelfia varios meses después.
Ysamur Flores, John Erick y Drew Dowle comentaron en la website "Devil's Meeting" que se basaron en la premisa de que "El Diablo estaba entre nosotros para poner a prueba a los pecadores y atormentarlos". Por su parte Shyamalan declaró que la estructura sigue el mismo argumento que la novela de Agatha Christie: And Then There Were None.

## Recepción
El film no fue proyectado para los críticos hasta después del estreno oficial. En cuanto a las críticas, estas fueron dispares. En Rotten Tomatoes obtuvo una nota del 49% del total de todas las reseñas donde coincidieron en que "[sobre la película] es mejor que la mayoría de producciones del cineasta, sin embargo Devil no obtuvo, sino un éxito discreto comparable con las películas de bajo presupuesto". Dennis Harvey de Variety declaró en su crítica que "al igual que los thrillers de serie B, este proyecto no ofrecía nada novedoso", aunque reconoció positivamente el proyecto.